# Борутино (Украина)
Борутино (укр. Борутине) — упразднённое село в Овручском районе Житомирской области Украины.

## География
Бывшее село расположено в 3 км к востоку от автодороги Овруч—Выступовичи, в 39 км северо-восточнее райцентра, в 1,5 км от границы с Белоруссией, в 14 км от пограничного пункта пропуска Выступовичи в 15-километровой пограничной зоне между границами Украины и Белоруссии, для въезда туда со стороны Украины необходимо пройти пограничный контроль.

## История
Первое упоминание о землях, на которых расположено село, относится к 1863 году, когда владевшая ими помещица Козловская продала их по цене, в 4 раза превышающей рыночную стоимость. Однако сам населённый пункт был построен крестьянами позже, во времена Столыпинской аграрной реформы, в 1911—1912 году.
На 1981 год в селе насчитывалось 63 жилых дома (по другим данным — 55), проживали 170 (по другим данным — около 300) человек, функционировали колхоз имени Кирова, несколько животноводческих ферм, 4-летняя школа, магазин и клуб. Всё изменилось в 1986 году после аварии на Чернобыльской АЭС. Многие жители покинули село, переселившись в село Александровка Кировоградской области, где для них строились дома. Также жителям выдавались квартиры в Житомире и Овруче. 12 января 1993 года согласно распоряжению Кабинета министров Украины территория, на которой расположено село, была отнесена ко второй зоне радиационного загрязнения, предусматривающей обязательное безусловное отселение, в этой зоне также запрещена любая хозяйственная деятельность: капитальное строительство, аренда земли, рубка леса и т. д. Однако 7 семей остались жить в Борутине.
13 января 2009 года по решению Житомирской областной рады село Борутино было снято с учёта в связи с отсутствием постоянного населения. При этом, на 2013 год здесь ещё проживали 11 человек, 10 из них — пенсионеры. На январь 2022 года большинство домов в бывшем селе заброшены; здесь постоянно проживают 4 человека (3 мужчины и 1 женщина, пенсионеры).

## Инфраструктура
Добраться до села можно по 3-х километровой грунтовой дороге, ближайший автобус в райцентр ходит из села Выступовичи, что в 5 км от Борутина. Здесь нет магазина и почтового отделения, сюда не ходит автолавка. Село электрифицировано, однако свет может на длительное время пропадать. Не газифицировано, центральное водоснабжение отсутствует. По состоянию на 2013 год Борутино регулярно посещается медсестрой и председателем сельсовета. Вблизи села расположены 2 телефонные вышки операторов Киевстар и МТС, однако сотовая связь в селе не ловит.

## Экология
В связи с радиационным загрязнением в лесах вблизи Борутина запрещён сбор грибов и ягод. Несмотря на это, в летний сезон грибы и ягоды из здешних лесов активно собираются и продаются. Также, вопреки запретам, здесь осуществляется промышленная вырубка леса. Чиновники из района и области периодически организуют в этих местах охоту.

## Население
- 1981—170 жителей
- 2013 — 11 жителей
- 2022 — 4 жителя

## Известные жители
Один из жителей села — Николай Григорьевич Рыбицкий (род. 1937), 54 года проработавший лесником — потомственный бортник, возможно, единственный в Украине. По состоянию на 2013 год у него насчитывалось более 100 пчелосемей, многие колоды достались ему от прадедов и насчитывают по 100—200 лет. Николай Григорьевич не использует современных технологий пчеловодства, таких как перевозка ульев на цветущие поля, подкормка пчёл сиропом, откачка мёда с помощью медогонки — всё осуществляется по старинным методам. Мёд Рыбицкого отличается высоким качеством и пользуется спросом среди жителей других регионов Украины.

## Адрес местного совета
11111, Житомирская область, Овручский р-н, с. Рудня, Школьная, 24